# Tous les rêves du monde
Pour plus de détails, voir Fiche technique et Distribution.
Tous les rêves du monde est un film franco- portugais réalisé par Laurence Ferreira Barbosa et sorti en 2017.

## Fiche technique
- Titre : Tous les rêves du monde
- Réalisation : Laurence Ferreira Barbosa
- Scénario : Guillaume André et Laurence Ferreira Barbosa
- Photographie : Renaud Personnaz
- Décors : Mathieu Lazare Fromenteze et Marta do Vale
- Costumes : Hélène Patarot
- Son : Francisco Veloso et Benjamin Laurent
- Musique : Noiserv
- Montage : Marie Da Costa
- Producteur : Paulo Branco
- Sociétés de production : Alfama Films - Leopardo  Filmes, en association avec la SOFICA Cinéventure 2
- Pays d'origine :  France -  Portugal
- Durée : 108 minutes
- Date de sortie : 18 octobre 2017

## Distribution
- Paméla Ramos : Paméla
- Rosa da Costa : Linda
- Antonio Lima : António
- Mélanie Pereira : Raquel
- Lola Vieira : Claudia
- Alexandre Prince : Kevin
- David Murgia

## Distinctions
- 2017 : Festival international du film de La Roche-sur-Yon (sélection catégorie « Perspectives »)
- 2018 : 
  - Nomination de Paméla Ramos pour le César du meilleur espoir féminin
  - Nomination de Paméla Ramos à la 23e cérémonie des prix Lumières (meilleur espoir féminin)